# Station Sakamoto
Station Sakamoto (坂本駅, Sakamoto-eki) is een spoorwegstation in de Japanse stad Ōtsu. Het wordt aangedaan door de Ishiyama-Sakamoto-lijn en is het eindstation van deze lijn. Het station heeft twee sporen gelegen aan een enkel eilandperron en bevindt zich tussen de stations Cable Sakamoto en Hieizan Sakamoto in.

## Treindienst

### Keihan
| 1,2 | ■ Ishiyama-Sakamoto-lijn | richting Hamaōtsu, Keihan Zeze en Ishiyamadera |

## Geschiedenis
Het station werd in 1927 geopend. 
Ishiyamadera · Karahashimae · Keihan Ishiyama · Awazu · Kawaragahama · Nakanoshō · Zezehonmachi · Nishiki · Keihan Zeze · Ishiba · Shimanoseki · Hamaōtsu · Miidera · Bessho · Ōjiyama · Ōmijingūmae · Minami-Shiga · Shigasato · Anō · Matsunobamba · Sakamoto